# IC 4167
IC 4167 ist eine elliptische Galaxie vom Hubble-Typ E im Sternbild Coma Berenices am Nordsternhimmel, die schätzungsweise 898 Millionen Lichtjahre von der Milchstraße entfernt ist. 
Das Objekt wurde am 27. Januar 1904 von Max Wolf entdeckt.